# Vitaliano Poselli

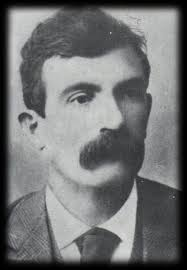
Vitaliano Poselli

Vitaliano Poselli (1838-1918) fue un arquitecto italiano de Sicilia, conocido sobre todo por su trabajo en la ciudad de Salónica, en el norte de Grecia . 

## Biografía
Nació en Castiglione di Sicilia en 1838, y estudió en Roma. En 1867, la Iglesia católica le encargó la construcción de la Iglesia de San Esteban en Constantinopla.
A partir de ahí, el gobierno otomano lo envió a Salónica (entonces conocida como Selânik), donde construyó algunos de los edificios públicos más importantes de la ciudad. En 1888 se casó y estableció su residencia allí. Recibió numerosos encargos de representantes extranjeros y adinerados comerciantes locales para construir edificios comunales, mercantiles o privados.

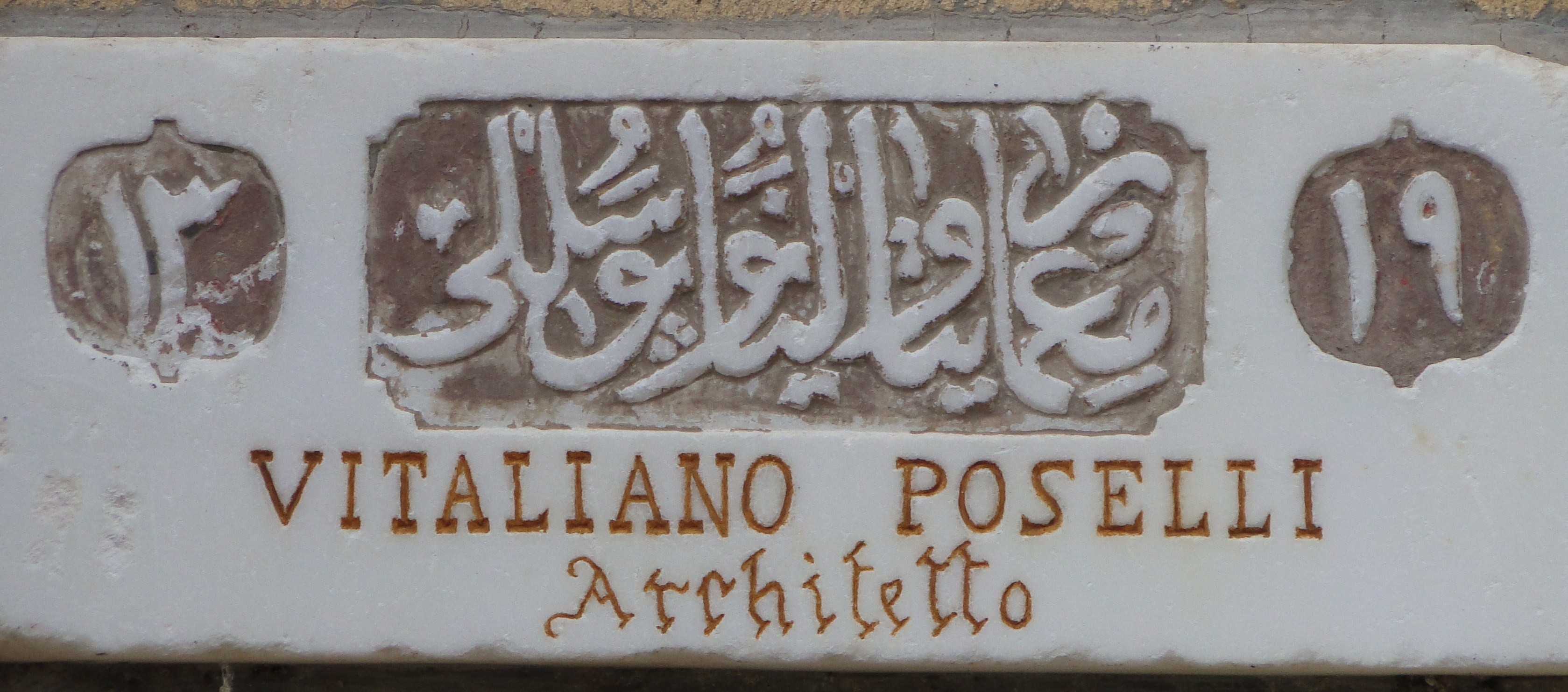
Sello de Vitaliano Poselli en la Nueva Mezquita de Salónica.

Algunos de sus trabajos más conocidos son la Facultad de Filosofía de la Universidad Aristóteles (1888), la Casa de Gobierno (Konak, 1891), el Cuartel General del Ejército Imperial (actualmente del III Cuerpo del Ejército Griego), la Nueva Mezquita (1902), los molinos Allatini, el Karipeion Melathron, el edificio del Conservatorio Estatal (antiguo Banco Otomano), la Stoá Malakopí (antigua Banca de Salónica), el edificio del Banco de Atenas (actual Museo Judío de Salónica), la Villa Allatini (que hoy es la sede de la prefectura), la Villa Morpurgo/Zardinidi, la catedral católica de la Inmaculada Concepción (1897), la iglesia armenia (1903), las iglesias católicas y la sinagoga de Beth Saúl (1898, destruida en 1943).
Tuvo seis hijos (Primo, Secondo -un músico-, Terzo, Quarto, Quinto y Sesto o Emilio) y dos hijas. La cantante Luisa Poselli estaba emparentada con él. 
Murió en 1918 y está enterrado en el cementerio católico de San Vicente en Salónica. Muchos de sus descendientes aún viven en la ciudad. 

## Galería

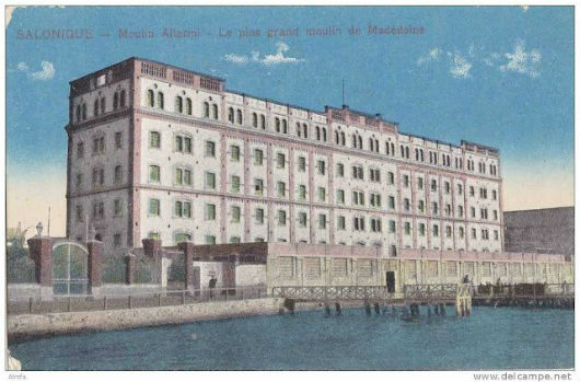
Molinos Allatini
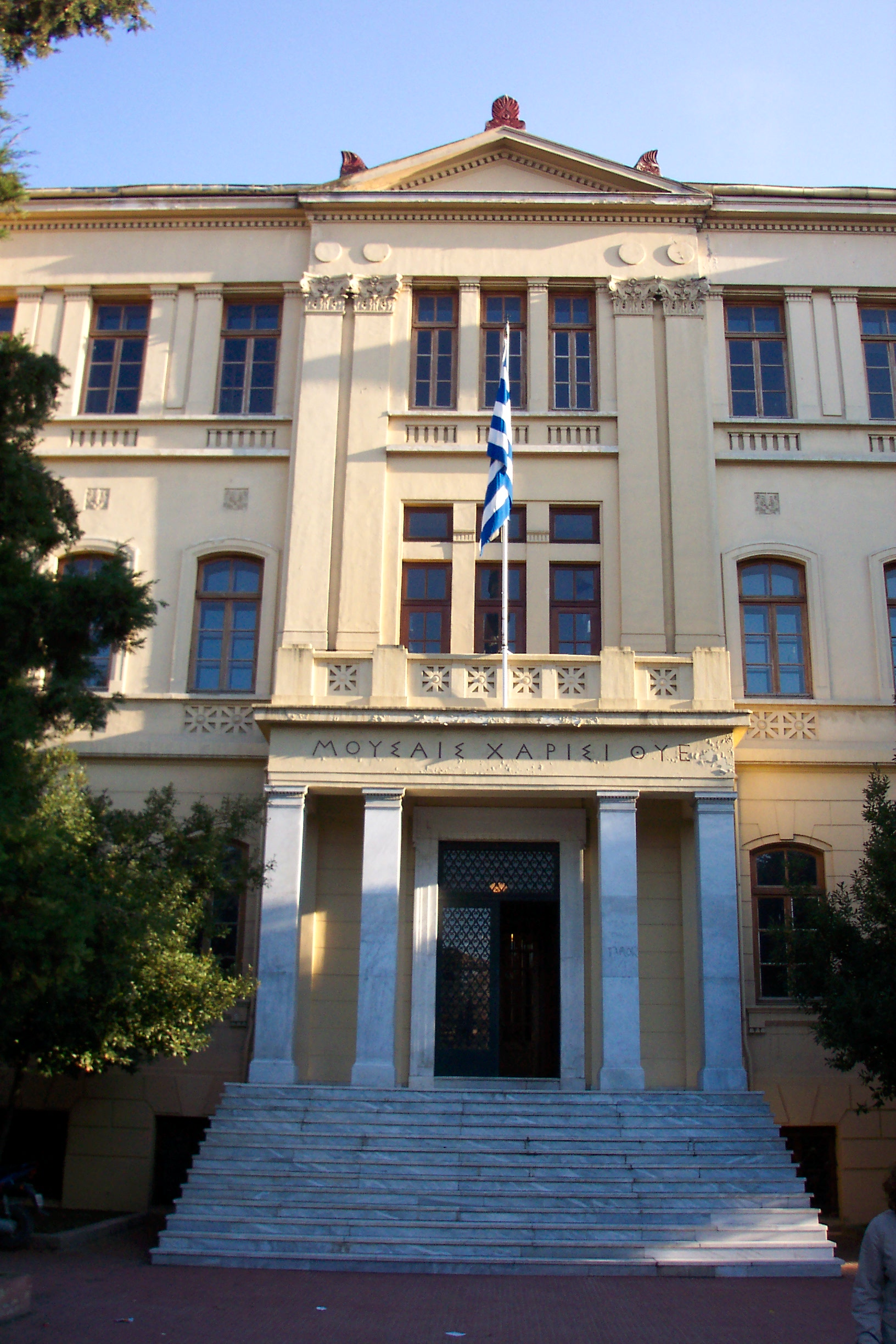
Facultad de Filosofía de la Universidad Aristóteles de Salónica
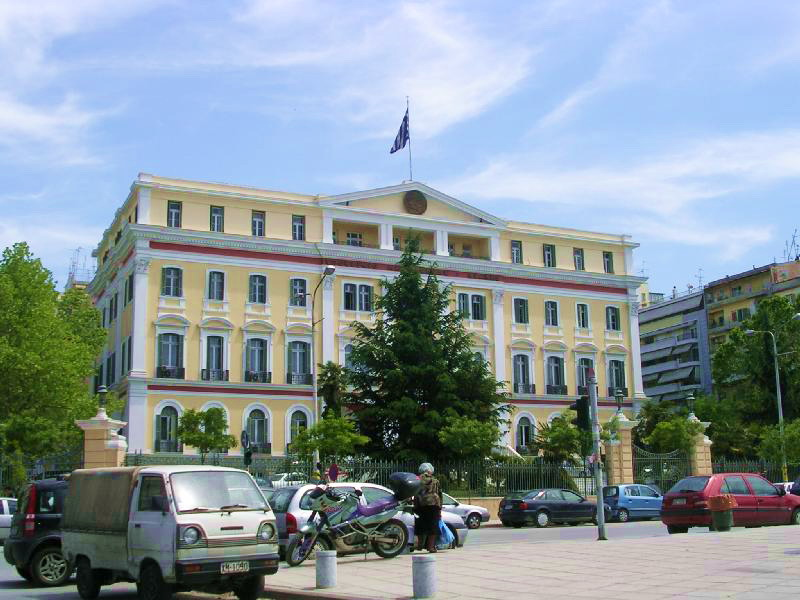
Casa de Gobierno
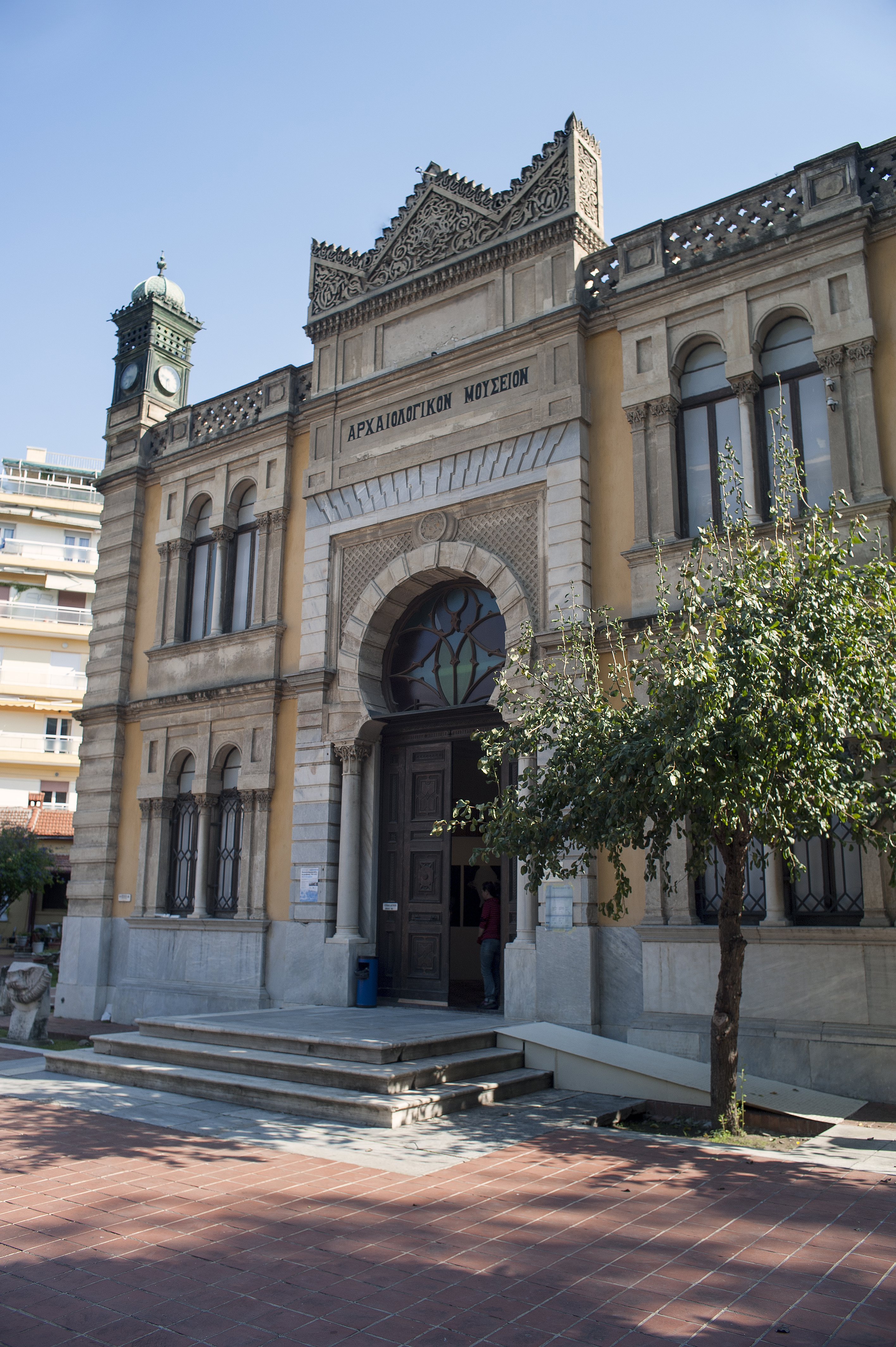
Nueva Mezquita
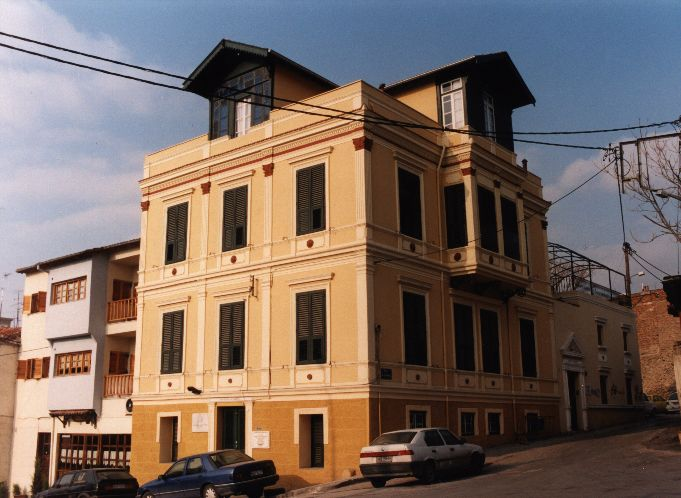
Karipeion Melathron
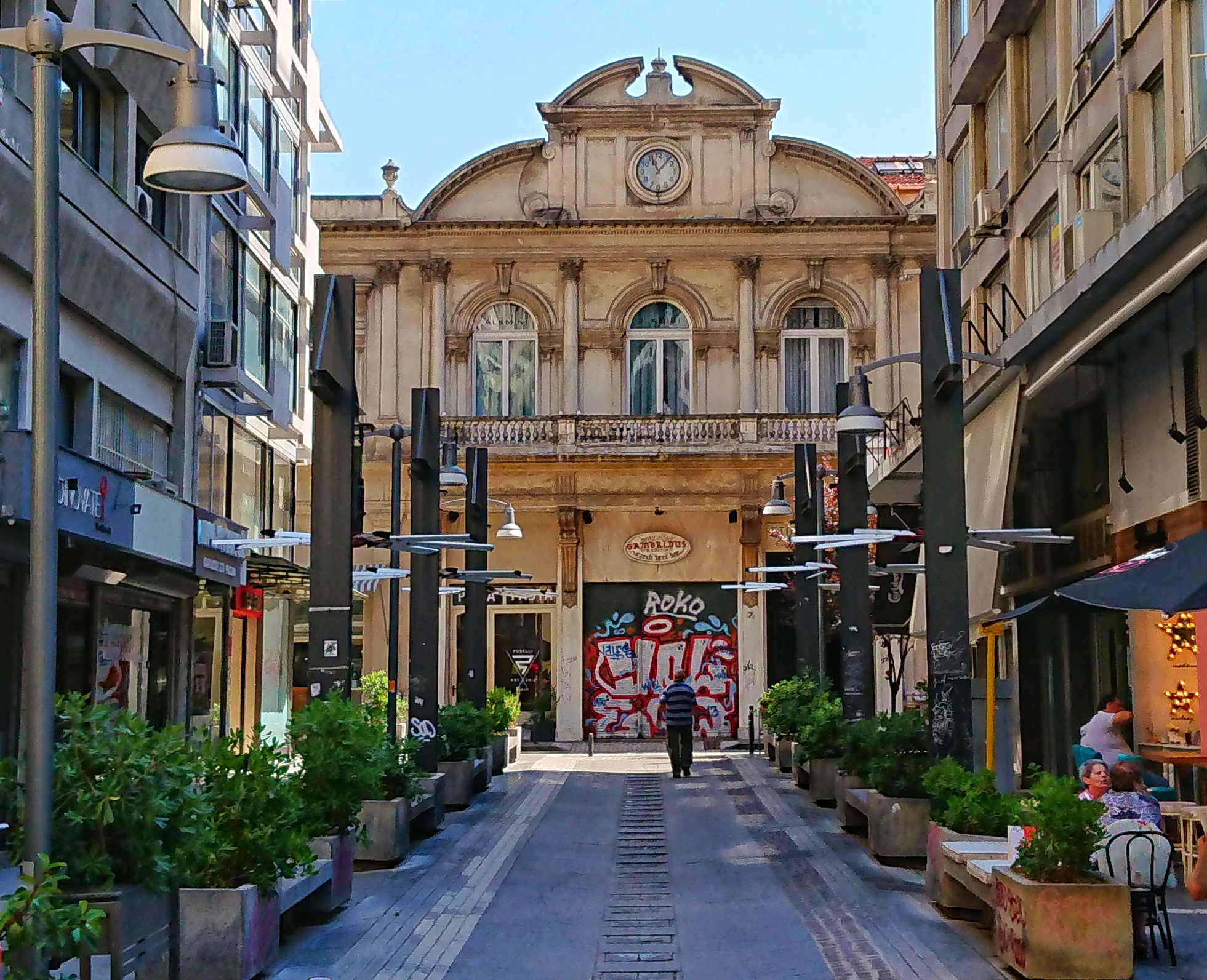
La antigua Banca de Salónica, en Stoá Malakopí
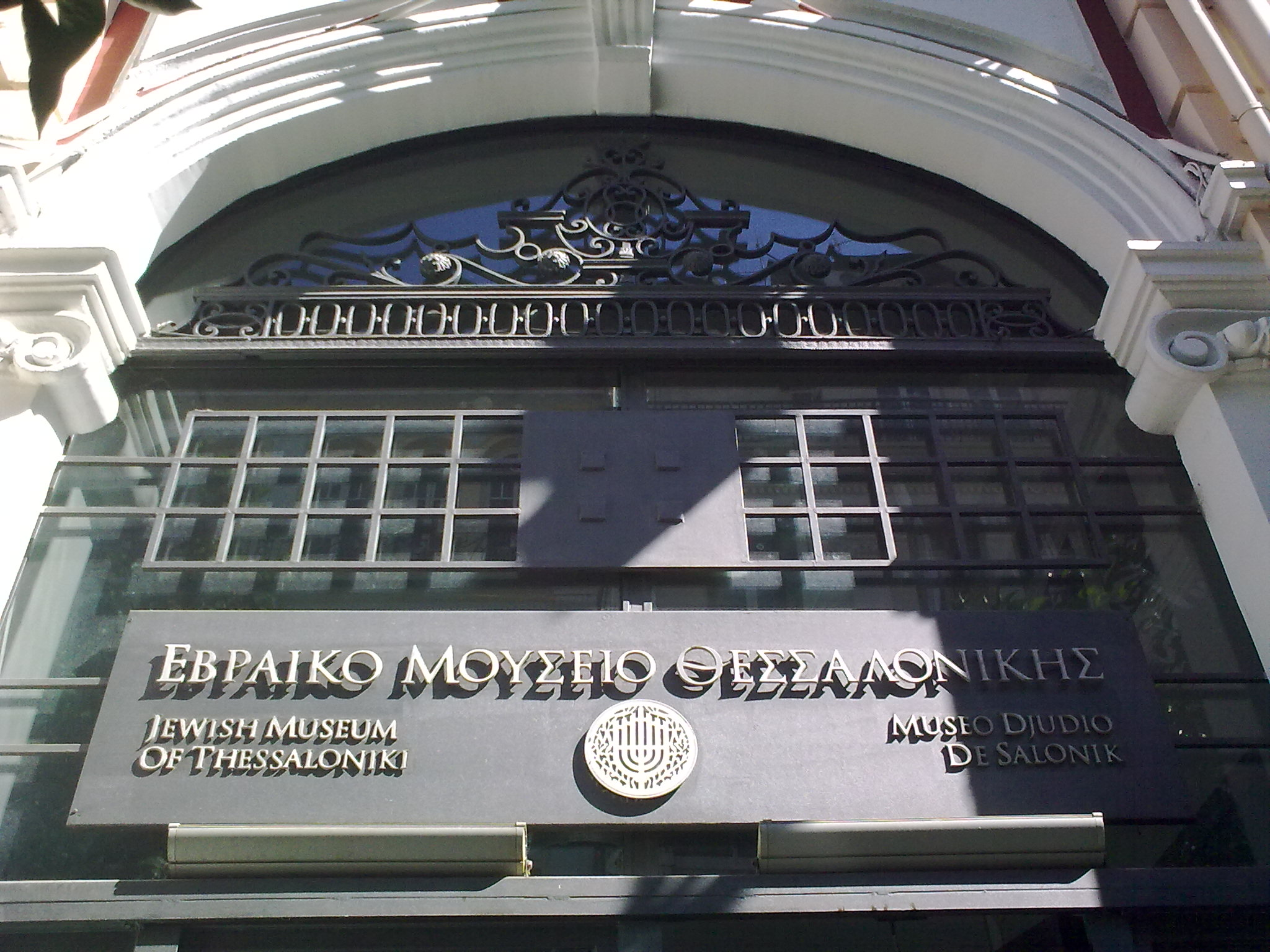
Museo Judío de Salónica
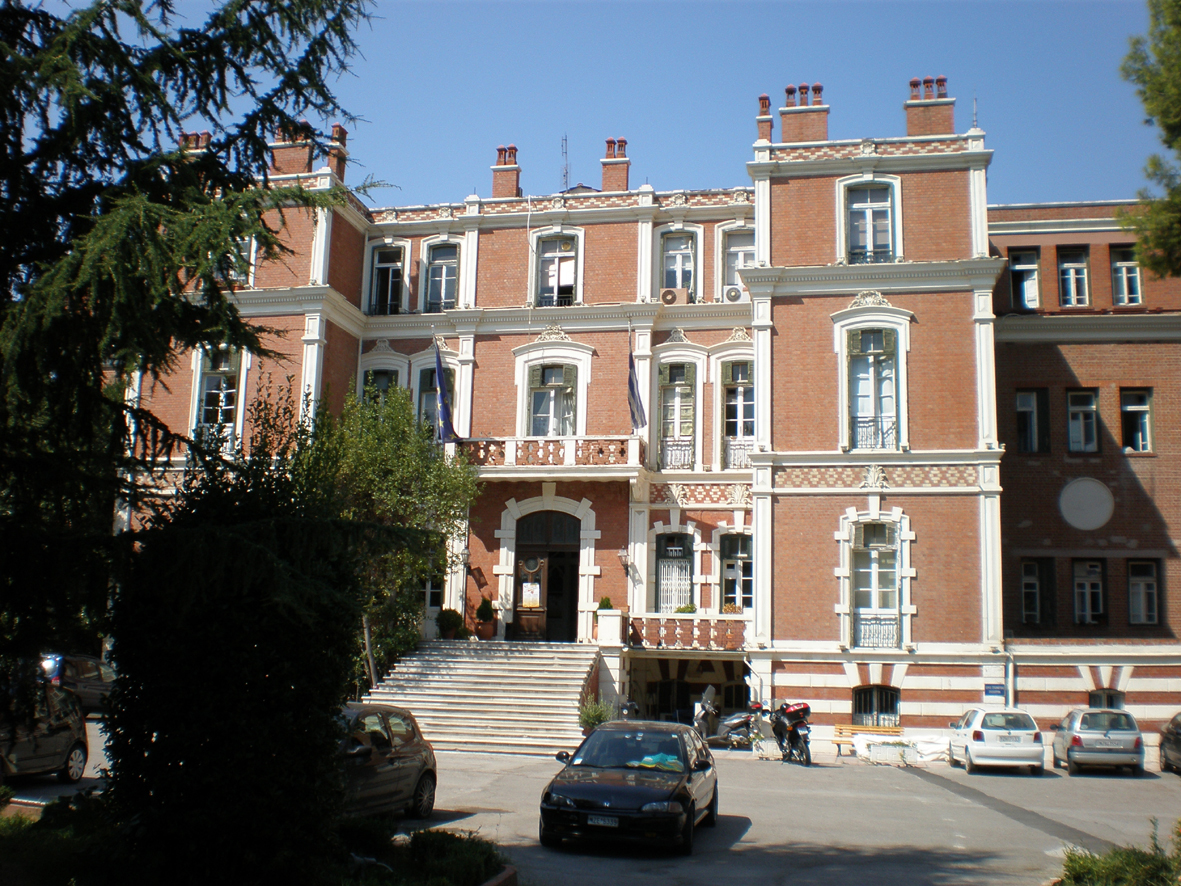
Villa Allatini
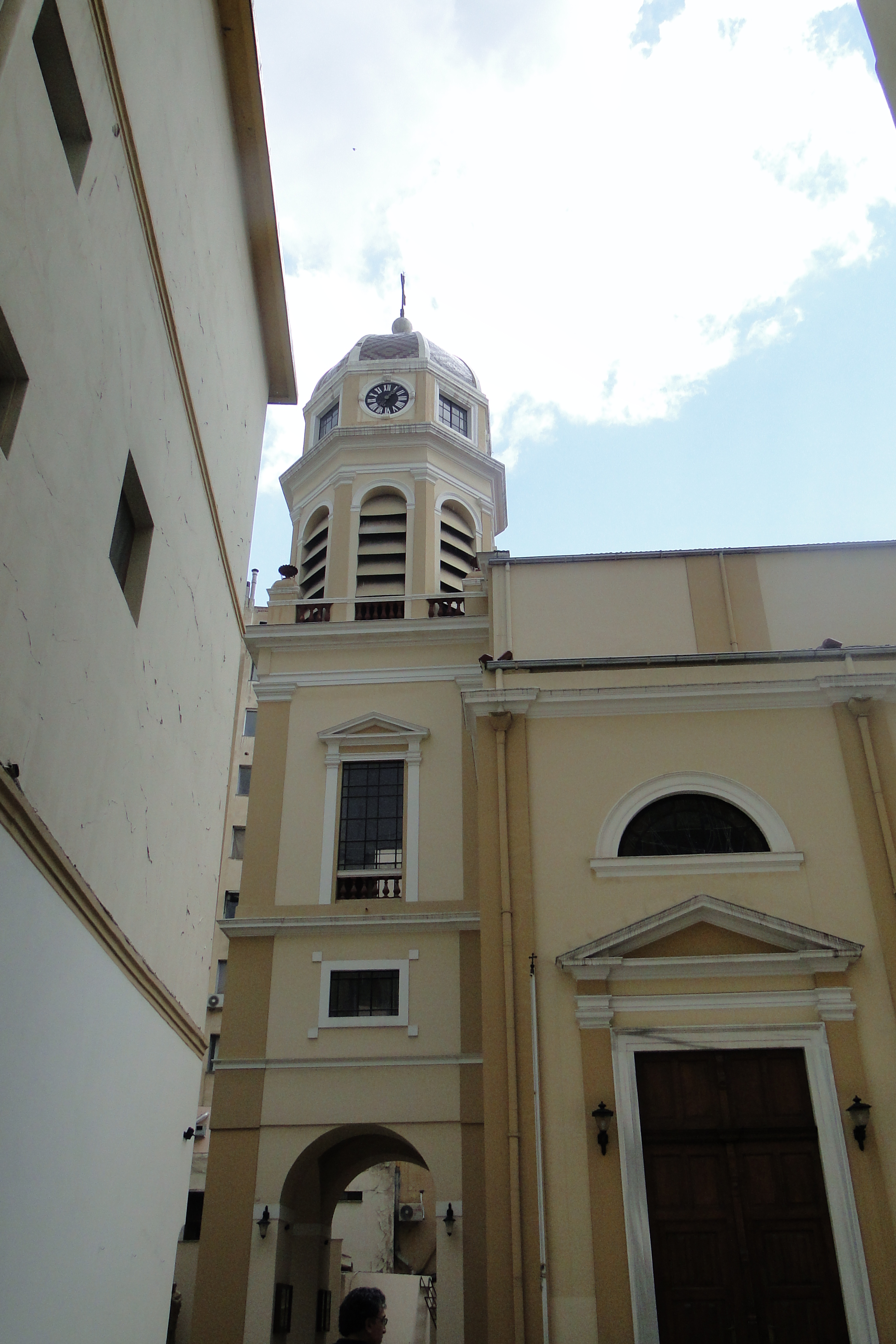
Catedral de la Inmaculada Concepción
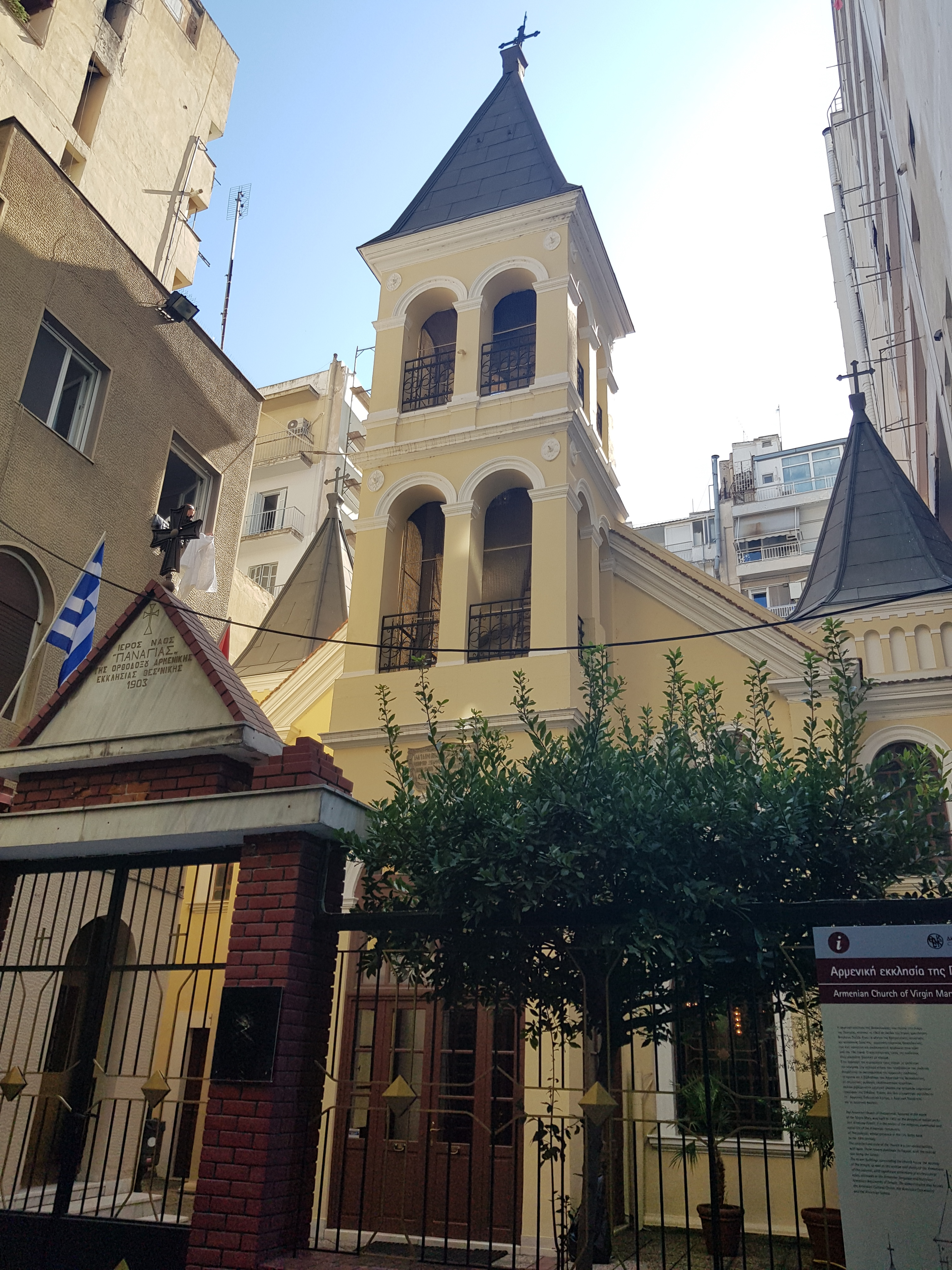
Iglesia Armenia de la Virgen María
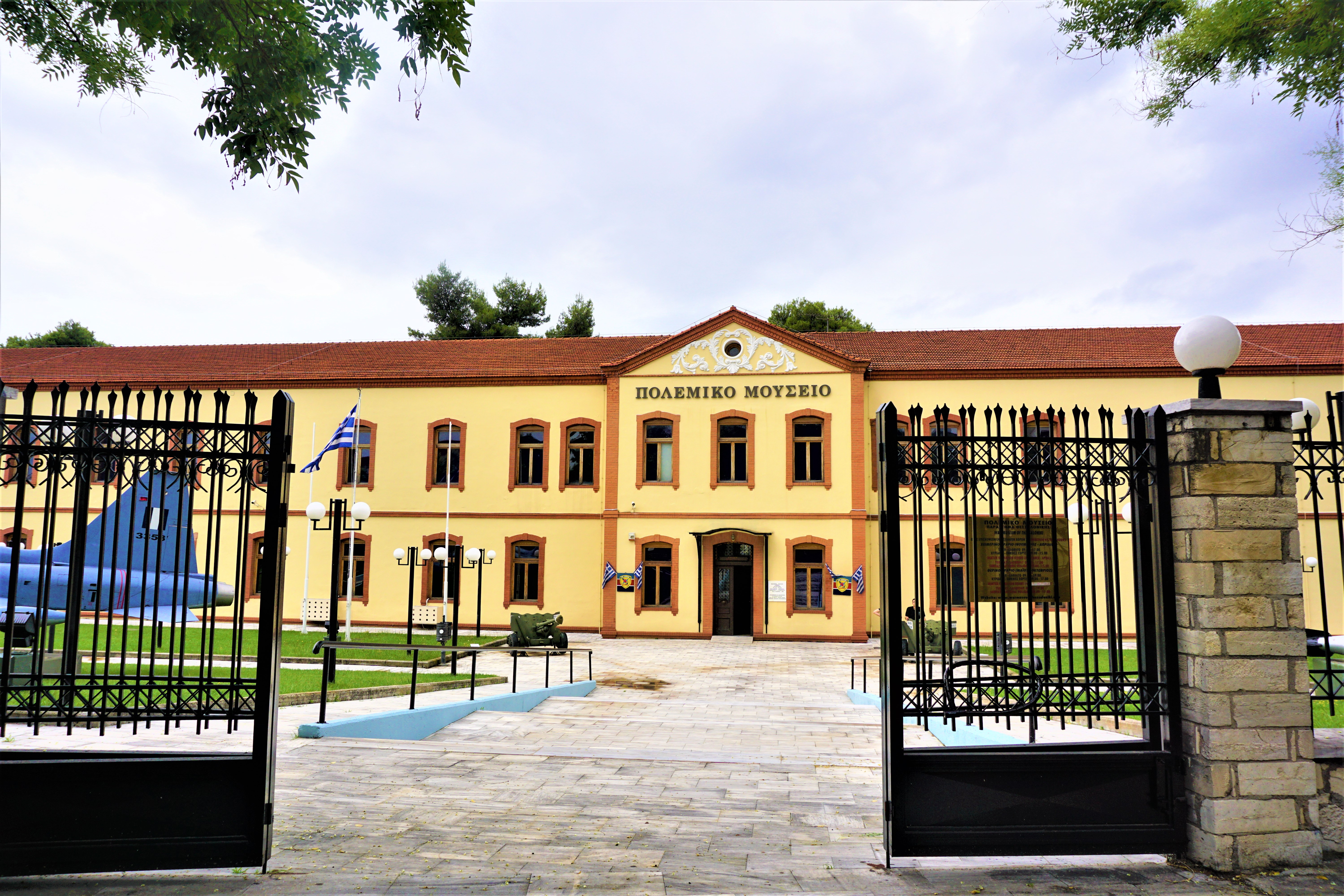
Museo de la Guerra de Salónica
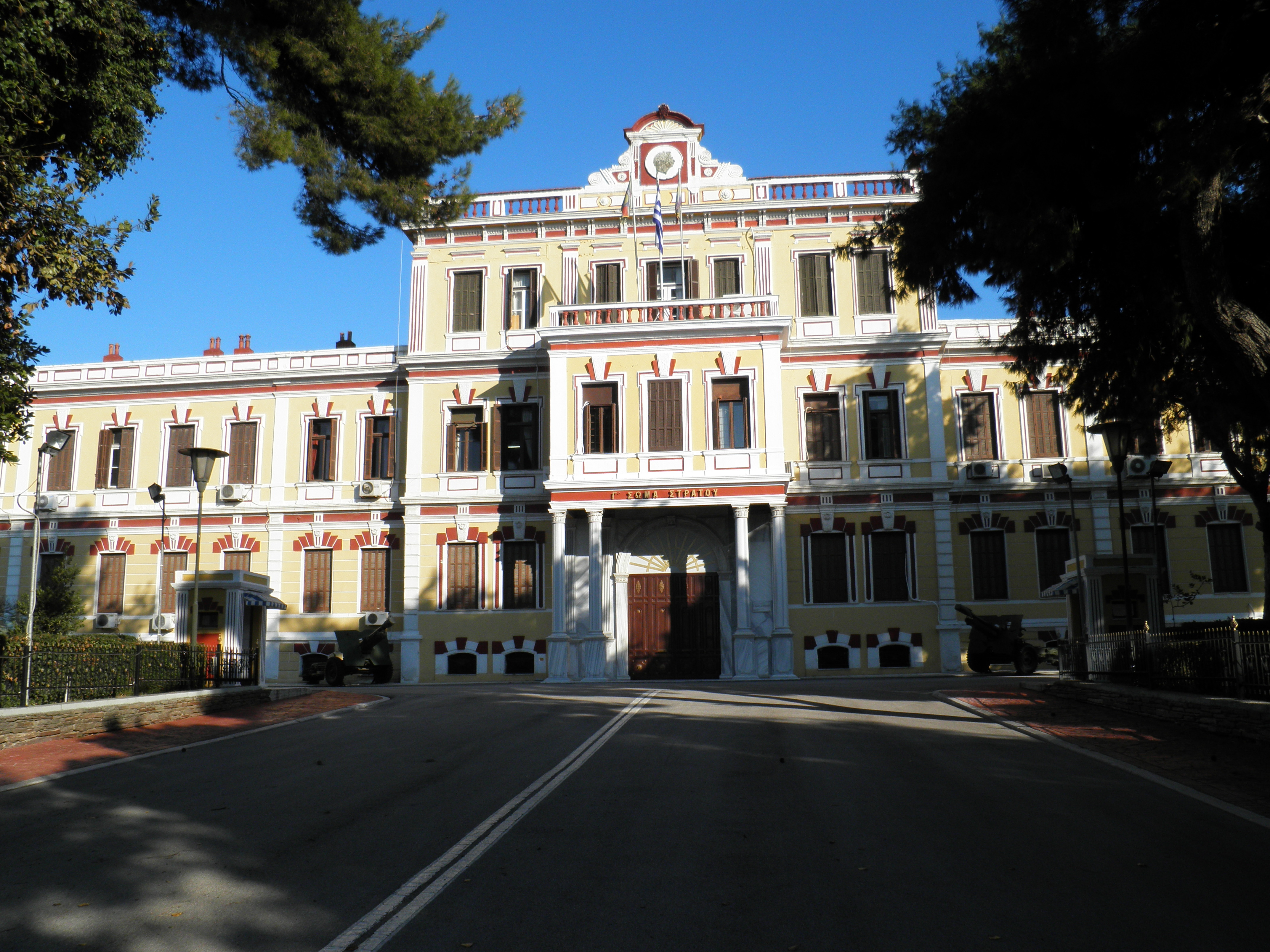
Cuartel general del ejército